# Nepenthes aristolochioides
Nepenthes aristolochioides /n[invalid input: 'ɨ']ˈpɛnθiːz ær[invalid input: 'ɨ']ˌstɒl[invalid input: 'ɵ']kiˈɔɪdiːz/ là một loài nắp ấm đặc hữu của Sumatra, nơi nó phát triển ở độ cao 1800–2500 m so với mực nước biển. Nó có một hình thái bình vô cùng bất thường, có một cửa mở gần như thẳng đứng tới bẫy của nó.